# Takuya Uchida
Takuya Uchida (内田 宅哉 Uchida Takuya?, Chiba, 2 de junio de 1998) es un futbolista japonés que juega como centrocampista en el Nagoya Grampus de la J1 League.

## Trayectoria

### Clubes
| Club                    | País  | Año       |
| ----------------------- | ----- | --------- |
| F. C. Tokyo             | Japón | 2016-2023 |
| Nagoya Grampus (cedido) | Japón | 2022-2023 |
| Nagoya Grampus          | Japón | 2024-     |

## Palmarés

### Títulos nacionales
| Título         | Club           | País  | Año  |
| -------------- | -------------- | ----- | ---- |
| Copa J. League | F. C. Tokyo    | Japón | 2020 |
| Copa J. League | Nagoya Grampus | Japón | 2024 |